# Astrangia mercatoris
Astrangia mercatoris is een rifkoralensoort uit de familie van de Rhizangiidae. De wetenschappelijke naam van de soort is voor het eerst geldig gepubliceerd in 1941 door Thiel.